# Averlak
Averlak é um município da Alemanha localizado no distrito de Dithmarschen, estado da Schleswig-Holstein. Pertence ao Amt de Burg-Sankt Michaelisdonn.